# My Neighbor's Wife
My Neighbor's Wife è un film muto del 1925 diretto da Clarence Geldart. La sceneggiatura si basa su The Other Man's Wife, racconto di Oliver James Curwood apparso sul Munsey's Magazine nel maggio 1912.

## Trama
Figlio di un milionario, Jack Newberry è un giovanotto che vuole farsi strada nel mondo del cinema tutto da solo. Così, dopo avere speso fino all'ultimo centesimo in una proprietà, chiede in prestito alla fidanzata del padre quarantamila dollari per finanziare la sua produzione. Come regista, assume uno straniero, Eric von Greed. Il film che ne risulta, con sorpresa di tutti, si rivela un grande successo. Dopo avere dimostrato di essere capace di cavarsela alla grande nel mondo degli affari, Jack sposa la sua ragazza.

## Produzione
Il film fu prodotto dalla Clifford S. Elfelt Productions per la J. Charles Davis Productions. Le coreografie dei combattimenti sono firmate da Ralph Faulkner.

## Distribuzione
Il copyright del film, richiesto dalla Davis Distributing, fu registrato il 5 gennaio 1925 con il numero LP22225.

Distribuito dalla Davis Distributing Division, il film fu presentato in prima a New York il 21 maggio 1925. In Brasile il film prese il titolo O Nono Mandamento.
Copia completa della pellicola si trova conservata negli archivi della Cinémathèque Québécoise di Montréal.